# Lappenhonigfresser
Der Lappenhonigfresser (Macgregoria pulchra), auch als MacGregor-Honigfresser oder früher als Brillenparadiesvogel bezeichnet, ist die einzige Art der monotypischen Gattung Macgregoria und gehört zur Familie der Honigfresser (Meliphagidae). Er kommt ausschließlich auf Neuguinea vor. Die Art wurde lange den Paradiesvögeln zugerechnet, wird aber seit dem Jahr 2000 in die Familie der Honigfresser eingeordnet.
Die Bestandssituation des Lappenhonigfresser wird von der IUCN als gefährdet (vulnerable) eingestuft. Es werden zwei Unterarten unterschieden.

## Merkmale
Der Lappenhonigfresser wird etwa krähengroß: Die Männchen erreichen eine Körperlänge von bis zu 40 Zentimeter, die Weibchen werden zwischen 33 und 40 Zentimeter groß. Von der Körperlänge entfallen beim Männchen zwischen 12,8 und 14,1 Zentimeter und bei den Weibchen zwischen 12 und 13,3 Zentimeter auf das Schwanzgefieder. Der Schnabel ist zwischen 3,6 und 4,4 Zentimeter lang. Männchen wiegen zwischen 242 und 357 Gramm, Weibchen werden zwischen 190 und 230 Gramm schwer. Es gibt neben dem Größenunterschied keinen auffälligen Geschlechtsdimorphismus.
Der Kopf und die Körperoberseite sind rußschwarz. Die Armschwingen, die Spitzen der Handschwingen sind ocker- bis zimtfarben und sind bei zusammengefalteten Flügeln als Streif sichtbar. Auffällig sind besonders der fast kreisrunde, brillenförmige orangefarbene Lappen um die Augen. Er ist unbefiedert. Das Kinn, die Kehle und die Körperunterseite sind rußschwarz mit einem bräunlichen Schimmer auf dem Bauch, Bürzel und den Unterschwanzdecken. Das Schwanzgefieder ist auf der Unterseite schwarzbraun. Der Schnabel ist glänzend schwarz, die Iris ist rotbraun bis rot, die Beine und Füße sind blaugrau.
Auf Grund seiner auffälligen Gesichtslappen ist der Lappenhonigfresser mit keiner anderen Art verwechselbar.

## Verbreitung der Unterarten und Lebensraum
Der Lappenhonigfresser ausschließlich auf Neuguinea vor. Die zwei Unterarten sind im Südosten und im Westen von Neuguinea beheimatet:
- Macgregoria pulchra carolinae Junge, 1939,[5] kommt im westlichen und zentralen Neuguinea vor.
- Macgregoria pulchra pulchra De Vis, 1897[6] Nominatform ist im Südosten Neuguineas präsent.

Lappenhonigfresser leben ausschließlich in Bergwäldern. Sie sind heute unabhängig von der Unterart nur noch in den unzugänglicheren Gebirgen im Landesinneren von Neuguinea anzutreffen. Sie kommen in Höhenlagen zwischen 2700 und 4000 Höhenmetern vor, sind aber in Höhenlagen zwischen 3200 und 3500 Metern am häufigsten. Die typischsten Lebensräume sind das Waldesinnere und Waldränder. Sie besiedeln aber auch Hochtäler, wo alpines Grasland von kleinen Waldresten unterbrochen wird. Ihr Vorkommen ist hoch korreliert mit der Verbreitung von Dacrycarpus compactus, einem Nadelbaum aus der Gattung der Warzeneiben (Dacrycarpus) in der Familie der Steineibengewächse (Podocarpaceae), der in ihrem Verbreitungsgebiet die dominierende Baumart ist. Die Samenzapfen dieser Baumart spielen in der Ernährung des Honigfressers eine besondere Rolle.

## Lebensweise
Lappenhonigfresser leben einzelgängerisch, paarweise oder nach der Brutzeit in kleinen Familiengruppen von drei Individuen. Verpaarte Individuen ruhen nebeneinander in Ästen oder in kleinen Baumhöhlungen und sind häufiger dabei zu beobachten, wie sie sich gegenseitig das Gefieder pflegen. Der Flug ist schwerfällig mit flachen und weithin vernehmbaren Flügelschlägen. Nach jeweils etwa zwölf Flügelschlägen folgt eine kurze Gleitphase, bei der die Flügel ausgebreitet sind. Auch dabei erzeugen die Flügel einen Instrumentallaut, der an den von Nashornvögeln erinnert.
Lappenhonigfresser fressen überwiegend die Samenzapfen von Dacrycarpus compactus. Wenn diese nicht verfügbar sind, fressen sie eine große Bandbreite unterschiedlicher Früchte. Da auch schon beobachtet wurde, dass der Lappenhonigfresser auf Ästen aufsitzende Epiphyten wie ein insektenfressender Vogel untersuchte, ist es möglich, dass auch Insekten zu seiner Nahrung gehören.

## Fortpflanzung
Lappenhonigfresser sind monogame Vögel, die kein Revier verteidigen. Auf Grund der Informationen, die man von wenigen Paaren hat, die mit Hilfe von Sendern über eine Woche lang intensiver beobachtet wurden, benötigen sie jeweils etwa 12 Hektar Lebensraum. Das Gebiet, welches sie durchstreifen, kann sich mit dem anderer Artgenossen überlappen.
Die Brutzeit scheint zumindest in einigen Regionen in die Zeit zu fallen, in denen die Samenzapfen von Dacrycarpus compactus heranreifen. Es wurden allerdings auch schon Jungvögel in Zeiten beobachtet, in der die Samenzapfen dieser Warzeneibe noch nicht herangereift waren. Während der Balzzeit verfolgen sich verpaarte Vögel, wobei sich diese Verfolgungsjagden gewöhnlich in der Nähe des im Bau befindlichen Nests abspielen.
Bis zum Ende des 20. Jahrhunderts waren nur drei Nester wissenschaftlich beschrieben. Sie befanden sich 11 und 15 Meter über dem Erdboden in der Astgabel eines gut verzweigten Baumes. Die Nester sind groß und napfförmig. Ihre Außenseite besteht überwiegend aus Moos, verbaut wurden unter anderem die schon verholzenden Lianen von Kletterpflanzen, Orchideenstängel sowie Flechten. Das Nestinnere wird mit Blättern von Phyllocladus hypophyllus und Scheinbuchen ausgepolstert. Das einzige untersuchte Gelege enthielt lediglich ein Ei. Die Schalenfarbe war weinrötlich mit hellbraunen und blass violettgrauen Flecken, die einander überlappten.
Es brütet allein das Weibchen. Die Brutdauer ist nicht bekannt. Nach jetzigem Erkenntnisstand wird der Nestling nur vom Weibchen gehudert. Der Nestling wird von beiden Elternvögeln gefüttert. Sie füttern ihn mit hochgewürgtem Futter. Sobald der Nestling ein Alter von 11 bis 12 Tagen erreicht hat, wird er nicht länger gehudert. Die Entwicklung des Nestlings ist bislang noch wenig untersucht. Nach jetzigem Erkenntnisstand ist die Entwicklung jedoch langsam.

## Etymologie und Forschungsgeschichte
Schon vor Charles Walter De Vis Beschreibung sandte Sir William MacGregor (1847–1919) einen Brief an Enrico Hillyer Giglioli mit der Bitte, den Vogel Maria macgregoria zu Ehren seiner Frau Lady Mary MacGregor zu benennen. Auch De Vis wurde die Bitte zugetragen, den Vogel nach Lady MacGregor zu benennen. Dieser kam der Bitte nach und nannte die neue Gattung Macgregoria. Eigentlich hätte Gigliolis Name Präferenz über die Namensgebung von De Vis gehabt, da Gigliolis Veröffentlichung früher erschien. Da aber der Gattungsname „Maria“ bereits von dem französischen Entomologen Jacques Marie Frangile Bigot vergeben worden war, setzte sich nach den Internationalen Regeln für die Zoologische Nomenklatur Macgregoria pulchra als wissenschaftliche Bezeichnung der Art durch. Das Wort „pulchra“ ist  lateinischen Ursprungs und leitet sich von „pulcher“  für „schön“ ab.